# 小行星2668
小行星2668（2668 Tataria）是一颗围绕太阳公转的小行星。1976年8月26日，尼古拉·切爾尼赫在克里米亚发现了此天体。
該小行星以俄羅斯的聯邦主體韃靼斯坦共和國命名。
这颗小行星的绝对星等为13.60等。